# André Brasseur
André Brasseur (Ham-sur-Sambre, 11 december 1939) is een Belgische componist, organist en instrumentalist uit de jaren 60 en 70. Zijn nummers kregen overvloedige airplay en waren in heel Europa populair als generiekmuziek voor radio- en televisieprogramma’s. Zijn grootste hit "Early Bird Satellite" (1965) was een internationale millionseller.

## Muzikale carrière
Brasseurs muzikale carrière begon toen hij tijdens zijn legerdienst in 1962 door zijn oversten werd gevraagd als orkestleider van 'L' Orchestre de Jazz de l'Armée Belge op een festival in Comblain-la-Tour. Met de Amerikaanse blues en jazz-organisten Jimmy McGriff en Jimmy Smith als grote voorbeelden en zijn, aanvankelijk nog gehuurde, maar naar eigen zeggen oerdegelijke hammondorgel ontpopte hij zich al snel tot een begenadigd organist.

### Internationale doorbraak
Van 1962 tot 1967 speelt Brasseur vooral blues en jazz in de Brusselse bars nabij de Ancienne Belgique in ruil voor een maaltijd. Wanneer hij in 1964 met zijn orkest mag optreden in het prestigieuze Hotel Métropole, wordt hij opgemerkt door de jonge talentenjager en platenbaas Roland Kluger die hem meteen een contract aanbiedt. De eerste single, Hold Up/Far West is een flop maar opvolger Special 230 met op de B-kant orgelnummer Early Bird Satellite slaat in als een bom. De single, al snel afgekort tot 'Early Bird' en genoemd naar de eerste telecommunicatiesatelliet Intelsat I die in datzelfde jaar 1965 in een baan om de Aarde werd gestuurd, groeit met meer dan zes miljoen verkochte exemplaren uit tot een internationale hit. In België raakte dit nummer helemaal tot nummer één en verbleef in de hitparade gedurende vier maanden. Intussen ging deze single al meer dan tien miljoen keer over de toonbank. De derde single, Atlantide/Studio 17 haalde in 1965 nog de 16e plaats in de Belgische hitparade maar zou uiteindelijk het laatste Brasseur-nummer zijn dat in de Belgische hitlijsten genoteerd werd.
Van dan af worden de Brasseur-deuntjes massaal opgepikt door radio- en televisiemakers in West-Europa die ze gebruiken als kenwijsje of generiek voor hun programma. Vooral de deejays van de in de jaren '60 en '70 vooral bij jongeren erg populaire Nederlandse, Engelse en Vlaamse piratenzenders maakten gretig gebruik van de herkenbare melodieën als jingle om hun promotiespots of radioshows aan te kondigen of op te leuken. Zo werd het in 1967 uitgebrachte Big Fat Spiritual populair als tune van diskjockey Eddy Becker op Radio Veronica en als promo op Radio Noordzee. Mogelijk nog bekender is The Kid dat jarenlang de herkenningsmelodie was van de shows van Lex Harding op Veronica en dat later ook op Radio Mi Amigo nog vaak te horen was.
Met de opbrengst van de vlot binnenstromende auteursrechten opent Brasseur samen met zijn echtgenote in 1967 discotheek 'Pow Pow' in Marche-en-Famenne en twee jaar later dancing 'La Locomotiv' in Barbençon. Geïnspireerd door de Franse synthesizer-virtuoos Jean-Michel Jarre brengt hij in 1979 de disco-single Stress uit. Brasseur krijgt af te rekenen met een burn-out en in 1985 worden de lucratieve dansgelegenheden van de hand gedaan.
In de jaren zeventig maakte Brasseur een tijd lang deel uit van de Bluesworkshop, de begeleidingsgroep van Roland Van Campenhout, en toerde hij mee door het Verre Oosten. In 1990 fungeerde Brasseur als studiomuzikant voor Vaya Con Dios. Hij speelde keyboards op de hitsingle What's a Woman, Nah Neh Nah en Heading for a Fall.

### Comeback
In 2014 brengt NEWS een dubbelalbum uit, een verzamelaar met onbekende Belgische grooves uit de seventies met daarop twee nummers van Brasseur. NEWS baas Stefaan Vandenberghe en schrijver van het compilatieboekje, Jan Delvaux, zoeken Brasseur op in 2015 en werken met hem plannen uit voor een nieuwe groep en een tour.
Hoewel Brasseur het naar eigen zeggen geen comeback noemt, plant hij, samen met de samengestelde begeleidingsgroep van muzikanten van o.a. Vive La Fête, Isolde et Les Bens en De Mens, in het najaar van 2016 een nieuwe tournee. In afwachting van die concertenreeks brengt de Gentse platenmaatschappij SDBAN/N.E.W.S. op 29 januari 2016 het dubbele compilatiealbum Lost Gems from the 70's op de markt. De tour brengt veel teweeg: in 2016 treedt Brasseur op op het festival Pukkelpop en is daarmee de oudste artiest die ooit op het festival speelde. Brasseur blijft vanaf dat jaar geregeld optreden tot eind 2019. 
Studio Brussel polst in oktober 2016 of André een bewerking wil maken van de nummer 1 van The Greatest Switch, de jaarlijkse lijst met de beste dansnummers. De resulterende remix 'Universal Nation à la Brasseur' gaat meteen in high rotation op de radiozender. 
Brasseur brengt na 20 jaar in 2017 terug een nieuwe single uit: Revolution 2000 Part 2.

## Albums
- Early Bird Satellite (Palette, 1965)
- And his Multi-sound organ (EMI, 1967)
- This is André Brasseur (Palette, 1968)
- André Brasseur Multi-Sound Organ (Supraphon – 0 33 0422, 1968)
- The Golden Organ of André Brasseur (EMI, ????)
- Hammond virtuoso (EMI, ????)
- The fantastic organ (RCA, 1973)
- Goes Discotheque (RCA, 1974)
- V.I.P. (EMI Pathé, 1975)
- Experience (EMI, 1977)
- On fire (EMI, 1977)

## Compilaties
- The best of (Palette, 1968)
- The best of no 2 (Palette, 1969)
- De gouden plaat van (Polydor, 1970)
- Greatest Hits (Palette, 1972)
- Golden bestsellers (EMI bestsellers, 1975)
- The best of (CNR, 1977)
- The best of (Ariola, 1989)
- Lost Gems from the 70's (SDBAN/N.E.W.S., 2016)

## Singles
- Hold up / Far West (Palette, 1965)
- Early Bird Satellite / Special 230 (Palette, 1965)
- l'Atlantide / Studio 17 (Palette, 1965)
- Mad Train / A taste of Tobacco (Palette, 1966)
- Waiting for you / Now that you're gone (Palette, 1967)
- Big fat spiritual / Ah! Ah! Ah! Baby (Palette, 1967)
- Black Flowers / A trip to a fancy castle (Palette, 1967)
- The duck / Fugue to a lonesome heart (Palette, 1968)
- Pow wow / Wild race (Palette, 1968)
- Holiday / The Kid (Palette, 1968)
- Ballade on the beach / Taxco (Palette, 1968)
- Racing time / Old cottage (EMI Pathé)
- Whistling boogie / Ali (EMI Pathé)
- X - Concorde (EMI Pathé)
- T-Shirt / Insomnia (RCA, 1971)
- Speedy no 1 / Darkness (RCA, 1972)
- Casino-beach / You and me (RCA, 1973)
- Saturnus / Plik plok (RCA, 1974)
- My crystal love / Space police (RCA, 1975)
- Party Experience - Classical Experience (RKM)
- Skate Board USA - Je t'aime (RKM)
- Early Bird / Big Fat Spiritual (EMI Beststeller)
- Reggae me / My Alligator (RKM)
- Experience / Rêverie (RKM, 1977)
- Revolution 2000 / Cordilieras (P.M., 1989)
- Fun fair / Knick knack (CNR, 1996)
- Universal Nation (SDBAN/N.E.W.S., 2016)
- Revolution 2000 Part 2 (SDBAN/N.E.W.S., 2017)